# Valentin Bibik

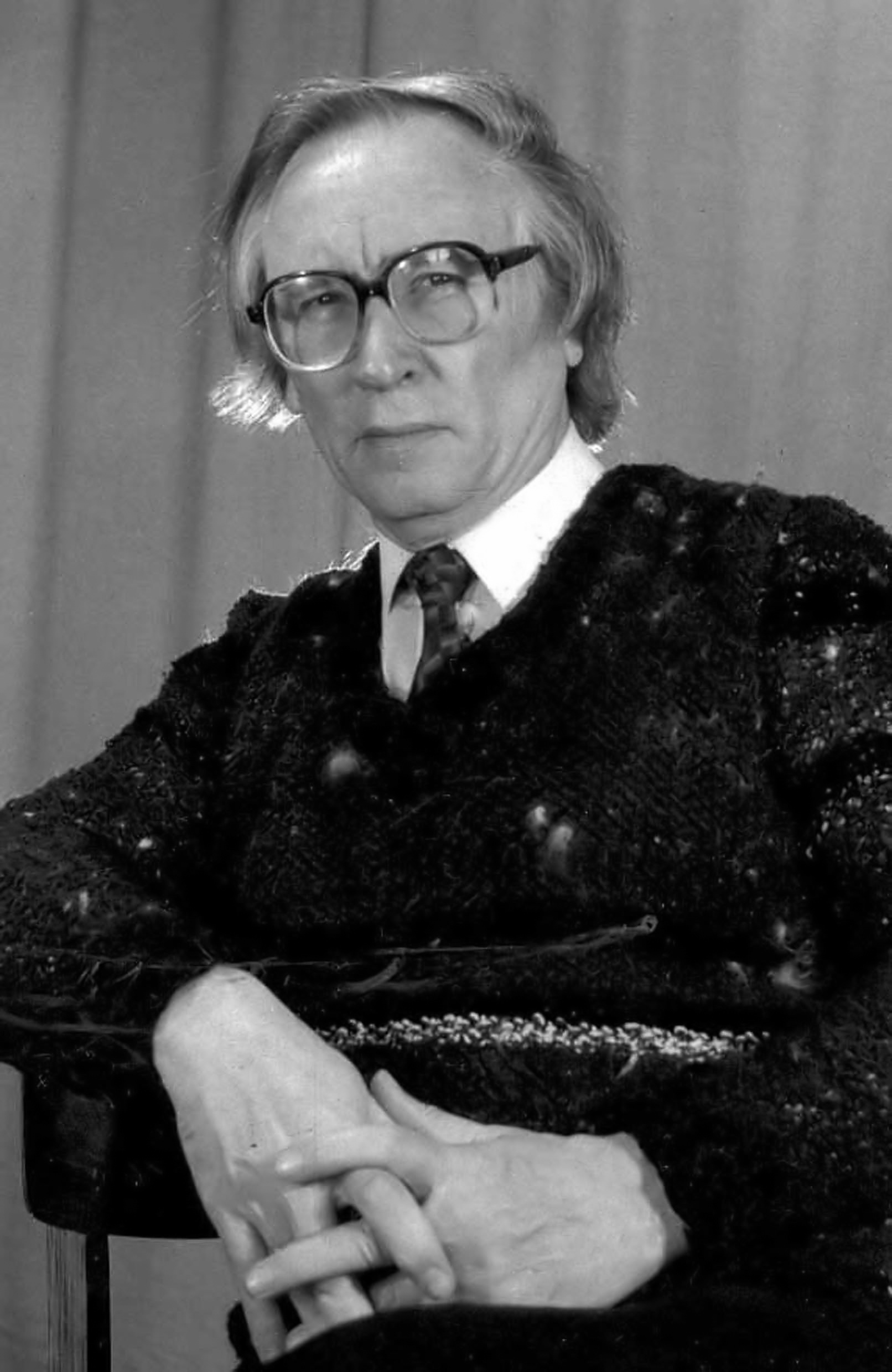
O imagem em 1920s.

Valentin Bibik (1940-2003) foi um compositor ucraniano.
Ele estudou no Conservatório de Kharkiv, com Dmitri Klebanov.
Ele compôs uma ópera baseada em Voo (peça). Ele também compôs um Dies Irae, 39 variações para piano e um trio para clarinete, violoncelo e piano. O seu Concerto para violoncelo No. 2 (2001) e Evening Music (2002), foram executados pelo New Juilliard Ensemble. Já os seus 37 Prelúdios e Fugas, foram executados por Nextet.
Ele morreu em Tel Aviv.